# 雷希尔
雷希尔（西班牙語：Régil）是西班牙巴斯克自治区吉普斯夸省的一个市镇。总面积32平方公里，总人口615人（2001年），人口密度19人/平方公里。